# The Go-Go's
The Go-Go's je americká hudební skupina; byla první komerčně úspěšnou kapelou, v níž byly všechny autorky a interpretky ženy. Vznikla v Los Angeles roku 1978 pod názvem The Misfits. Ve své tvorbě spojovala punkový zvuk s postupy pop music. Největším hitem byla píseň Head over Heels z roku 1984. Celkově skupina prodala přes sedm milionů nosičů.

## Diskografie
- Beauty and the Beat (1981)
- Vacation (1982)
- Talk Show (1984)
- God Bless The Go-Go's (2004)